# クロタネソウ属
クロタネソウ属（－ぞく、学名：Nigella）は、キンポウゲ科の属の1つである。学名の「ニゲラ」としても知られる。学名は黒いという意味のラテン語Nigerが語源となっている。南ヨーロッパ、中東、南西アジアに自生する一年草で、花の色は白、青、黄、ピンク色、薄紫など。原種の花弁の数は5〜10枚。葉は細裂する。その名の通り、花後に結実して黒い種子ができる。果実は裂開果で、熟すと膨らむ。

## 利用
種子が黒いからクロタネソウ。ヨーロッパでは古くからポピュラーだが、日本には江戸時代後期に渡来したといわれている。クロタネソウ（N. damascena）をはじめとする数種が観賞用に栽培されており、園芸品種も作出されている。果実はドライフラワーになる。
ニオイクロタネソウ（N. sativa）の種子は南アジアから中東にかけて、香辛料として利用される（ニゲラシード）。ただしN. sativa以外の品種の種子には有毒成分が含まれているので同じように利用してはならない。日本で最もよく見かけ、通称ニゲラの名で流通している観賞用のN. damascenaの種子はダマスセニンというアルカロイドを含有するが、N. sativaとよく似た芳香を持つので特に注意すべきである。

## 主な種
- N. arvensis
- N. ciliaris
- N. damascena（英語版） クロタネソウ、Devil-in-a-bush、Love in a mist（霧の中の恋）
- N. hispanica
- N. integrifolia
- N. nigellastrum
- N. orientalis
- N. sativa ニオイクロタネソウ (別名、セイヨウクロタネソウ)[3]

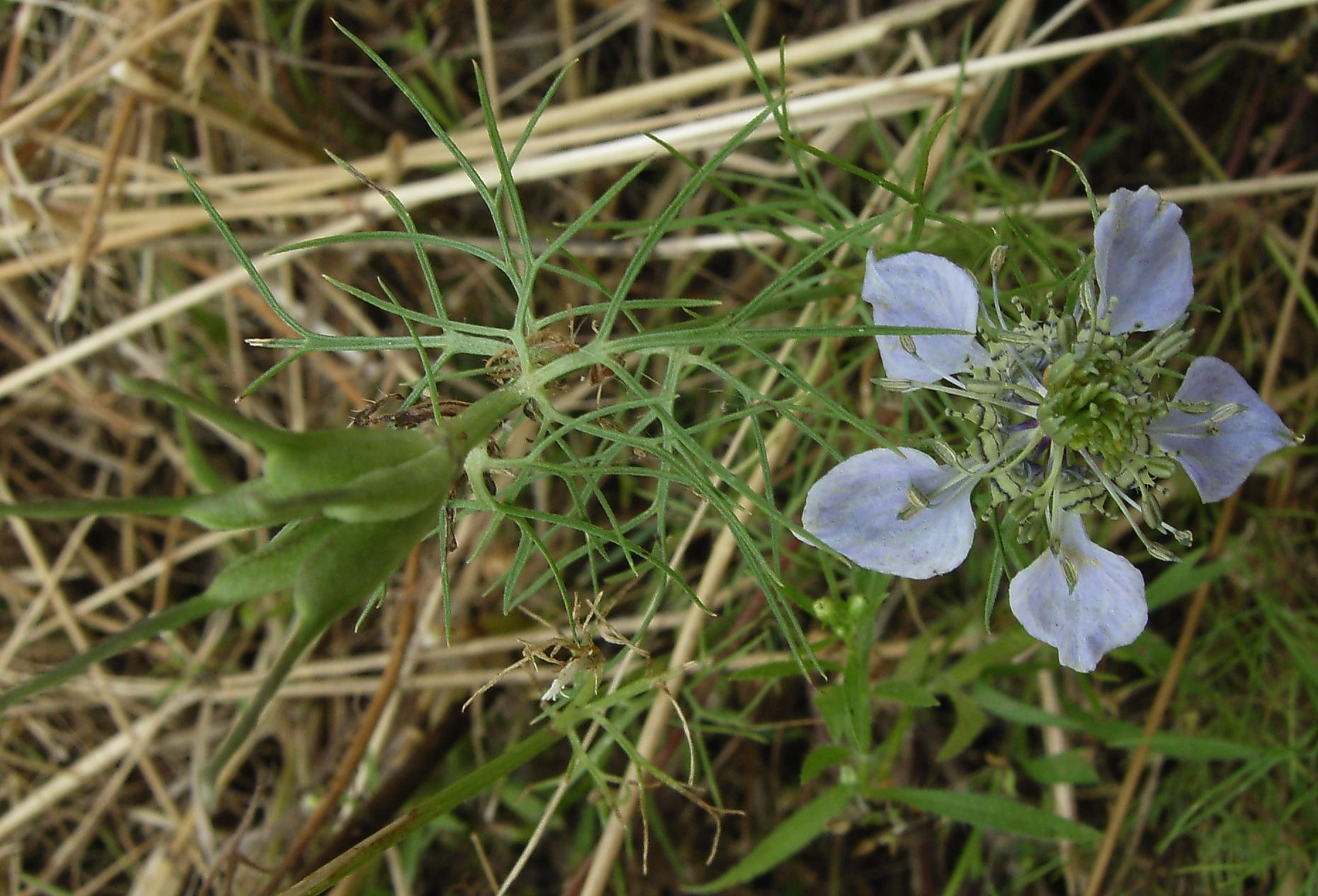
N. arvensis
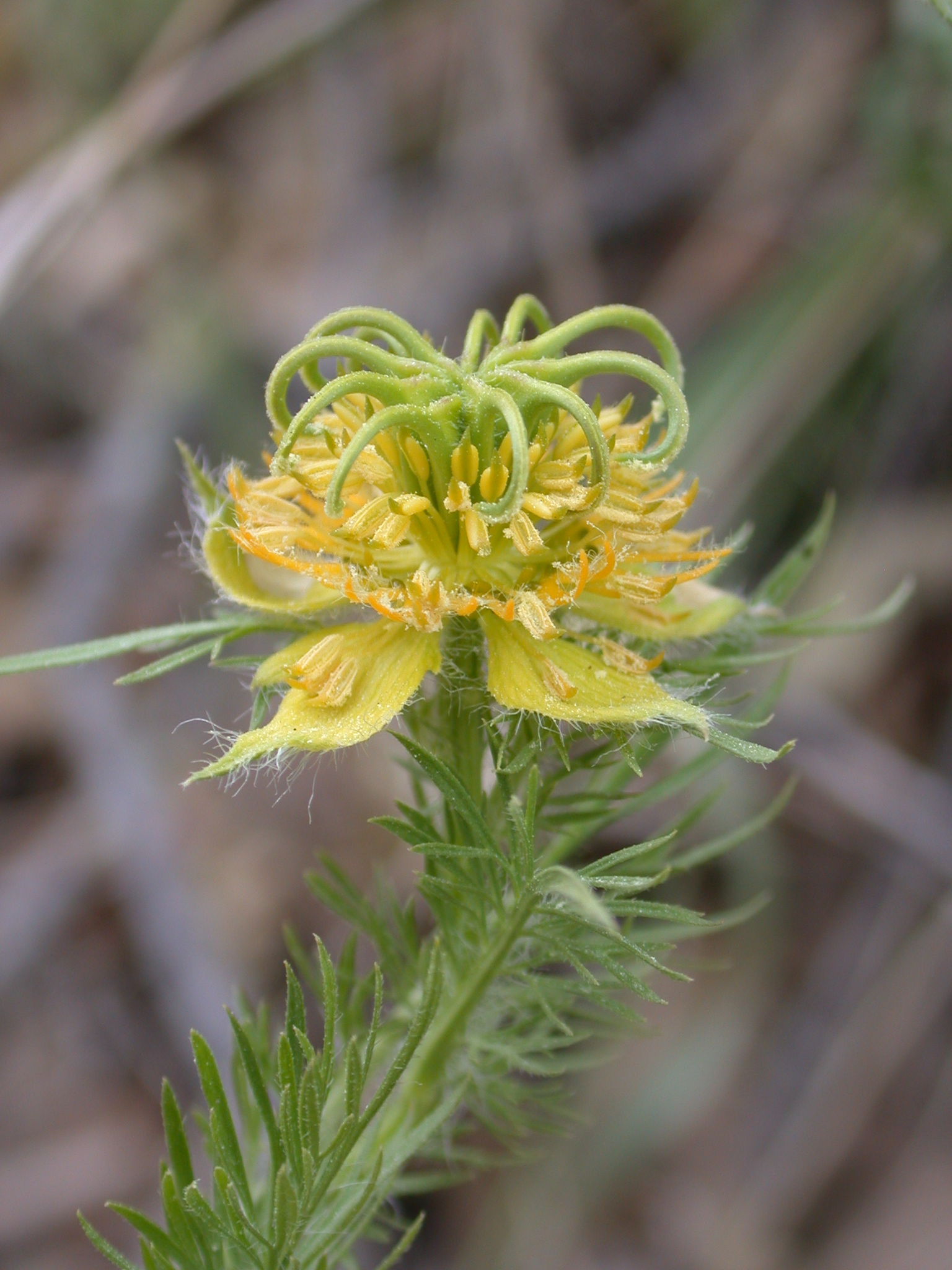
N. ciliaris
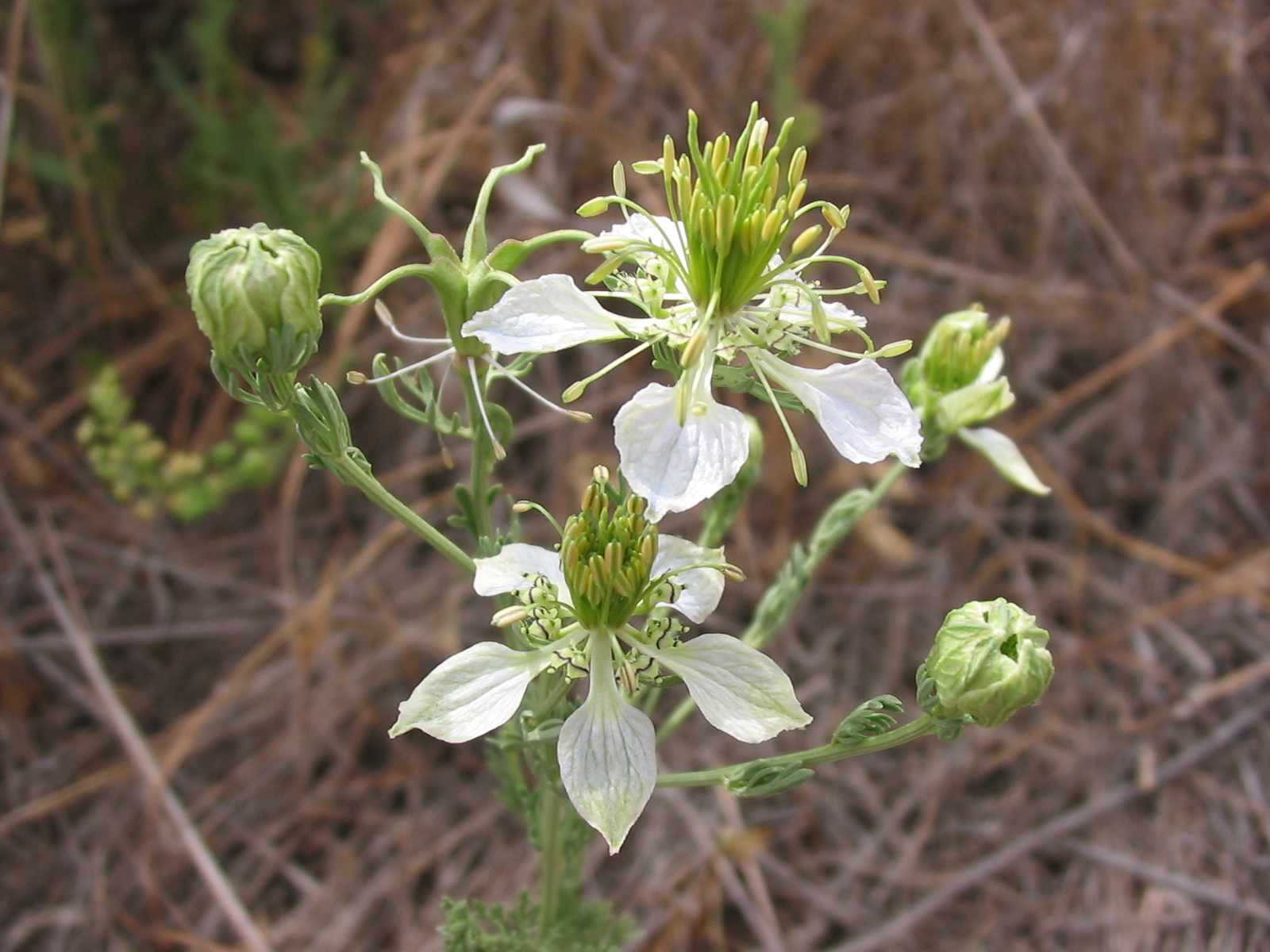
N. gallica
果実
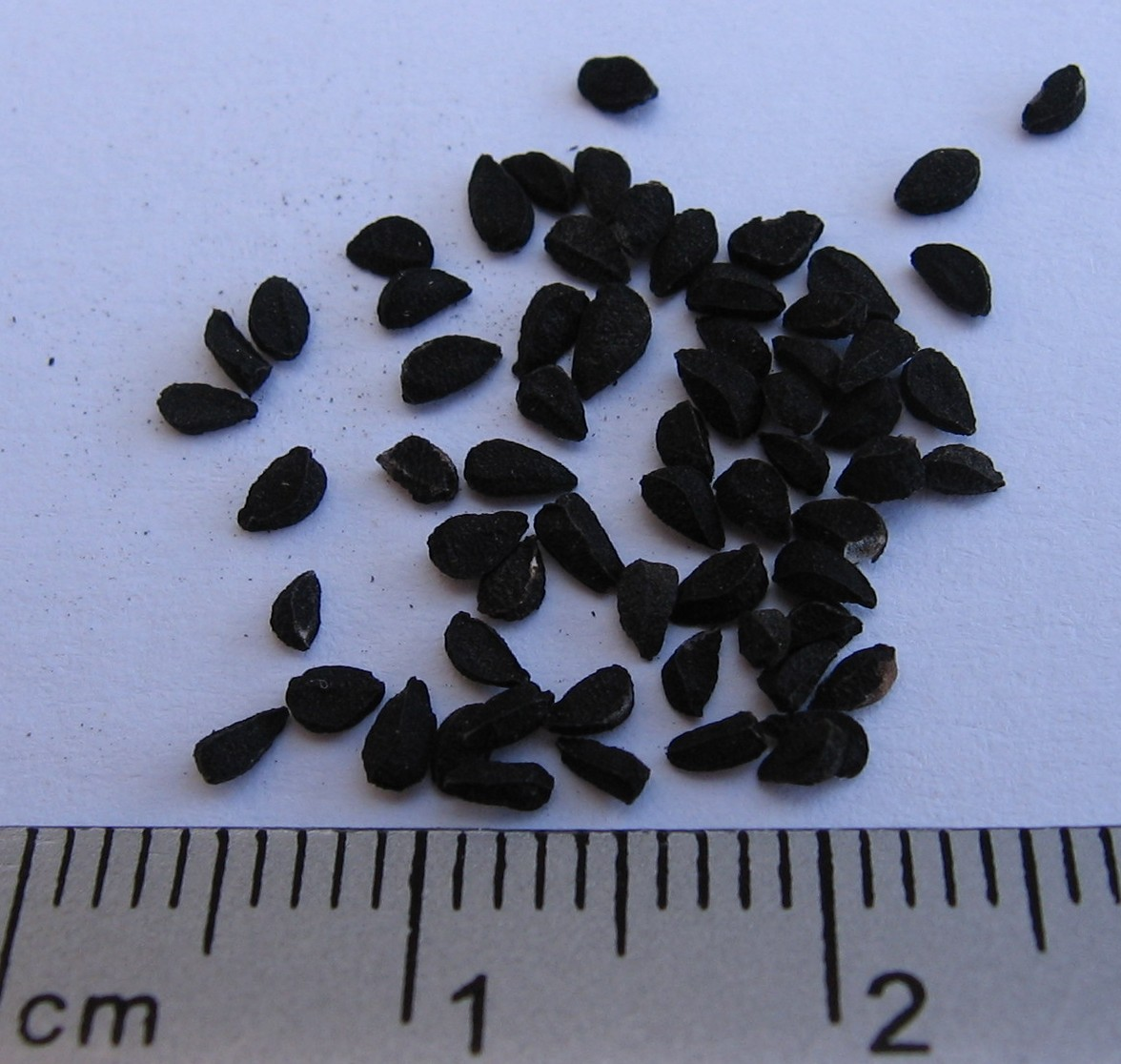
ニオイクロタネソウの種子
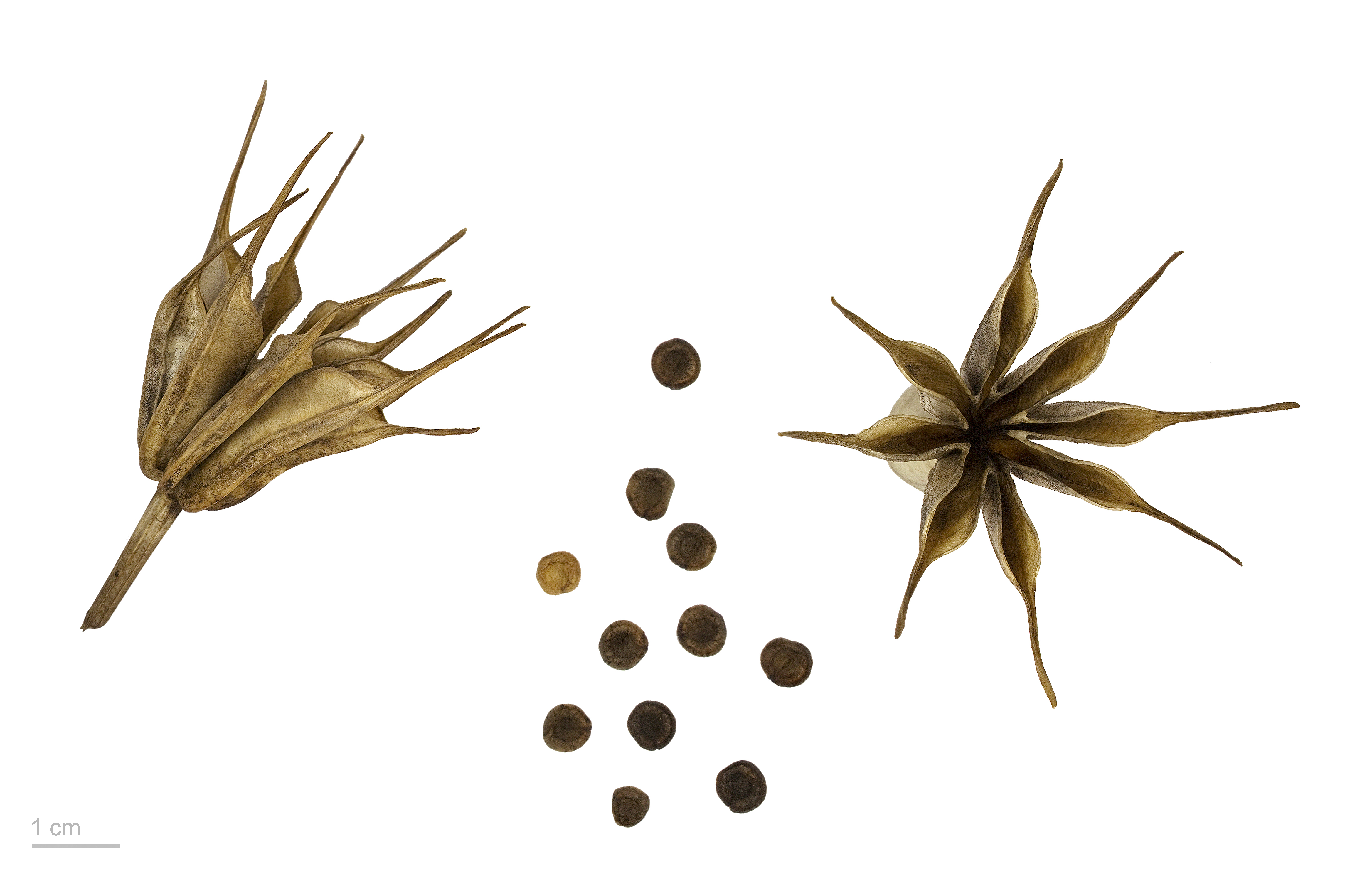
Nigella orientalis - Museum specimen